# ۵۵۴ (پیش از میلاد)
۵۵۴ (پیش از میلاد) ۵۵۴مین سال قبل از تقویم میلادی است.